# Ebughu
L'Ebughu és una llengua que es parla a l'estat d'Akwa Ibom, al sud-est de Nigèria. Es parla a les Àrees de Govern Local Mbo i Oron.
Forma part de les llengües del baix Cross, que pertanyen a la família lingüística de les llengües Benué-Congo.